# Coleophora kondarensis
Coleophora kondarensis é uma espécie de mariposa do gênero Coleophora pertencente à família Coleophoridae.